# Башким Јашари
Башким Јашари (алб. Bashkim Jashari; Доње Преказе, 15. новембар 1977) албански је сепаратиста са Косова и Метохије. Од 30. новембра 2021. обавља функцију начелника Генералштаба КБС. Братанац је терористе Адема Јашарија.

## Биографија
Рођен је 15. новембра 1977. у албанској породици у Доњим Преказима. Син је Рифата Јашарија, брата терористе Адема Јашарија. Почетком 1998. придружио се Ослободилачкој војсци Косова (ОВК) током рата на Косову и Метохији. Преживео је ликвидацију терористичке групе Јашари. Након тога, био је заменик команданта ОВК у области Дренице.
Након завршетка рата на Косову и распуштања ОВК, придружио се Косовском заштитном корпусу (КЗК). Године 1999. постављен је за заменика команданта прве зоне одбране, а у јуну 2001. постао је главни командант те зоне. Био је члан КЗК све до његовог распуштања 2009.
Придружио се Косовским безбедносним снагама (КБС) у јануару 2009. Истовремено, придружио се косовском Министарству одбране и служио је као генерални инспектор КБС. У новембру 2021. постављен је за команданта КБС.
Дипломирао је право на Универзитету у Приштини. Ожењен је и има четворо деце.